# Rubén Sierra Mejía
Rubén Sierra Mejía (Salamina, 12 de julio de 1937-Bogotá, 28 de junio de 2020) fue un filósofo, docente, intelectual, y escritor colombiano, reconocido por haber sido director de la Biblioteca Nacional de Colombia y de la popular revista filosófica Ideas y valores, además de su amplia trayectoria como docente en diferentes instituciones educativas del país.

## Biografía

### Primeros años
Sierra Mejía nació en la ciudad de Salamina, Caldas el 12 de julio de 1937. Hijo de Luis Eduardo Sierra Sierra y Efigenia Mejía Duque, de un total de 13 hijos. Realizó sus estudios de bachiller en el colegio Pio XII de Salamina. Su amor por la lectura empezó desde pequeño, gracias a que su padre poseía una gran biblioteca, con la esperanza de que alguno de sus hijos se interesara por la académica. Fue así que encontró en esa biblioteca el libro de Manuel García Morente Lecciones preliminares de Filosofía, el cual lo impulsó a querer estudiar dicha carrera.

### Formación académica

#### Vida en Bogotá y estudios en la Universidad Nacional de Colombia

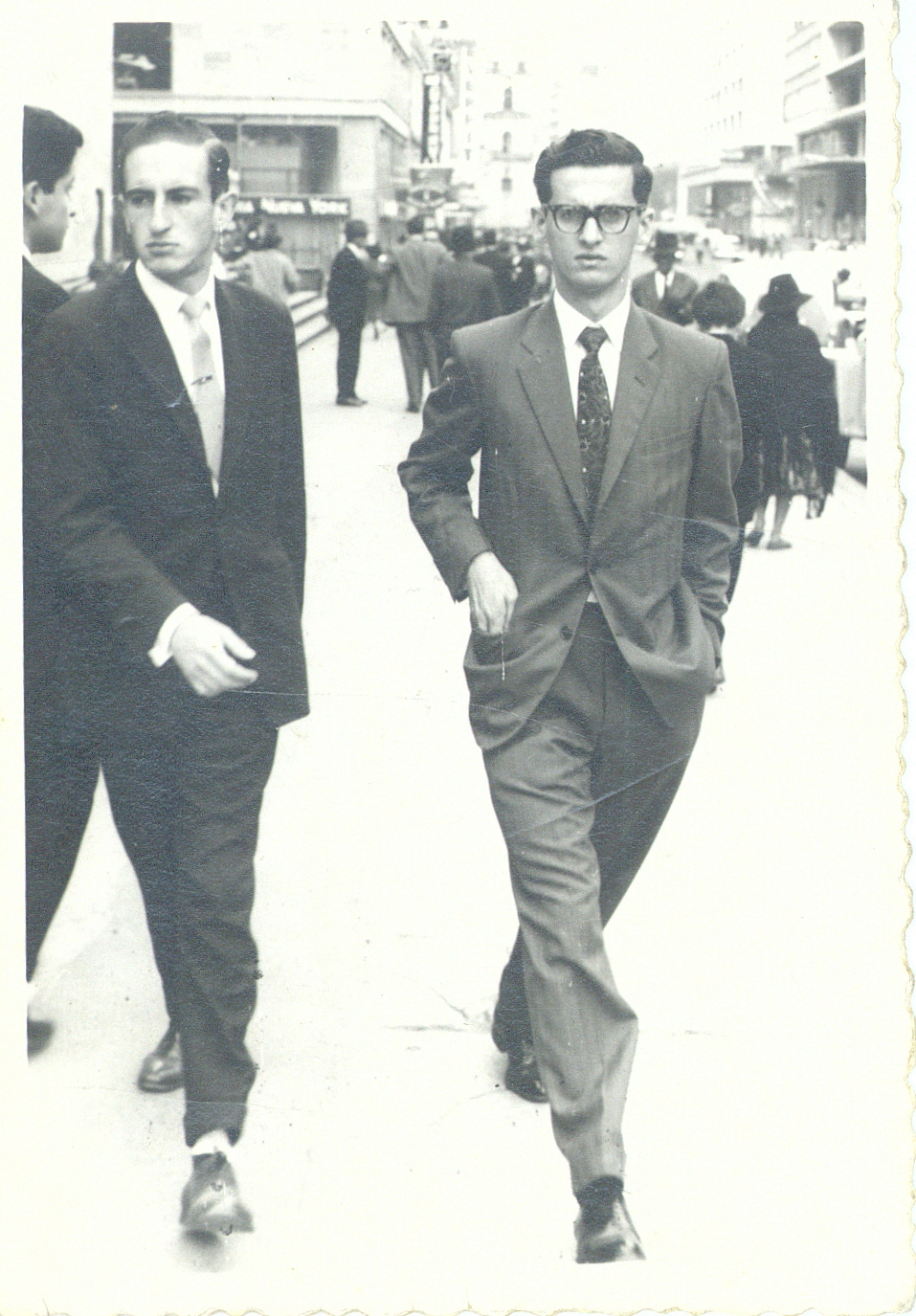
Rubén Sierra en su juventud (febrero de 1959, Bogotá). Fotografía que reposa en la Colección Rubén Sierra Mejía del Archivo Central Histórico de la Universidad Nacional de Colombia

Viajó a Bogotá en 1959 para emprender sus estudios universitarios, sin embargo, por problemas de validación de una materia en Salamina, no tuvo su diploma hasta muy tarde, provocando ciertos inconvenientes. Sierra iba a estudiar Derecho en la Universidad Externado de Colombia pero, al no tener un certificado que constara que su diploma estaba en trámite, no pudo inscribirse. Intentó en la Universidad Libre, pero ya no estaba en fechas de inscripción. Pensó en estudiar en la Universidad Jorge Tadeo Lozano, pero no tenía el programa de derecho, y también hizo averiguaciones en la Pontificia Universidad Javeriana, pero no contaba con los papeles que le exigían. Posterior a eso, volvió a la Universidad Nacional, donde había hecho la inscripción para ser aspirante a la facultad de Filosofía y Letras, donde se le fue anunciado que podía hacer el examen de admisión.

En su vida académica, pudo entablar relación con personajes tales como Danilo Cruz Vélez y Rafael Carrillo, los cuales fueron profesores de él. Y fue compañero de estudio de Carlos J. María, Alberto Aguirre, Germán Rubiano, Germán Colmenares y Jorge Orlando Melo:
"Habíamos constituído, por así decirlo, una especie de universidad paralela, reuniéndonos en cafés y bares a intercambiar lecturas y a discutir sobre literatura, filosofía, política o acontecimientos culturales; nos permitimos siempre adquirir irresponsabilidades con respecto al trabajo eminentemente académico. Le concedíamos prioridad a la lectura que nos proporcionaba una discusión espontánea y libre a aquella que tenía como función atender a nuestras obligaciones de estudiantes"

En su vida universitaria, también fue partícipe del movimiento estudiantil, destacándose por mostrar su postura frente a irregularidades o situaciones de las que no estaba de acuerdo.

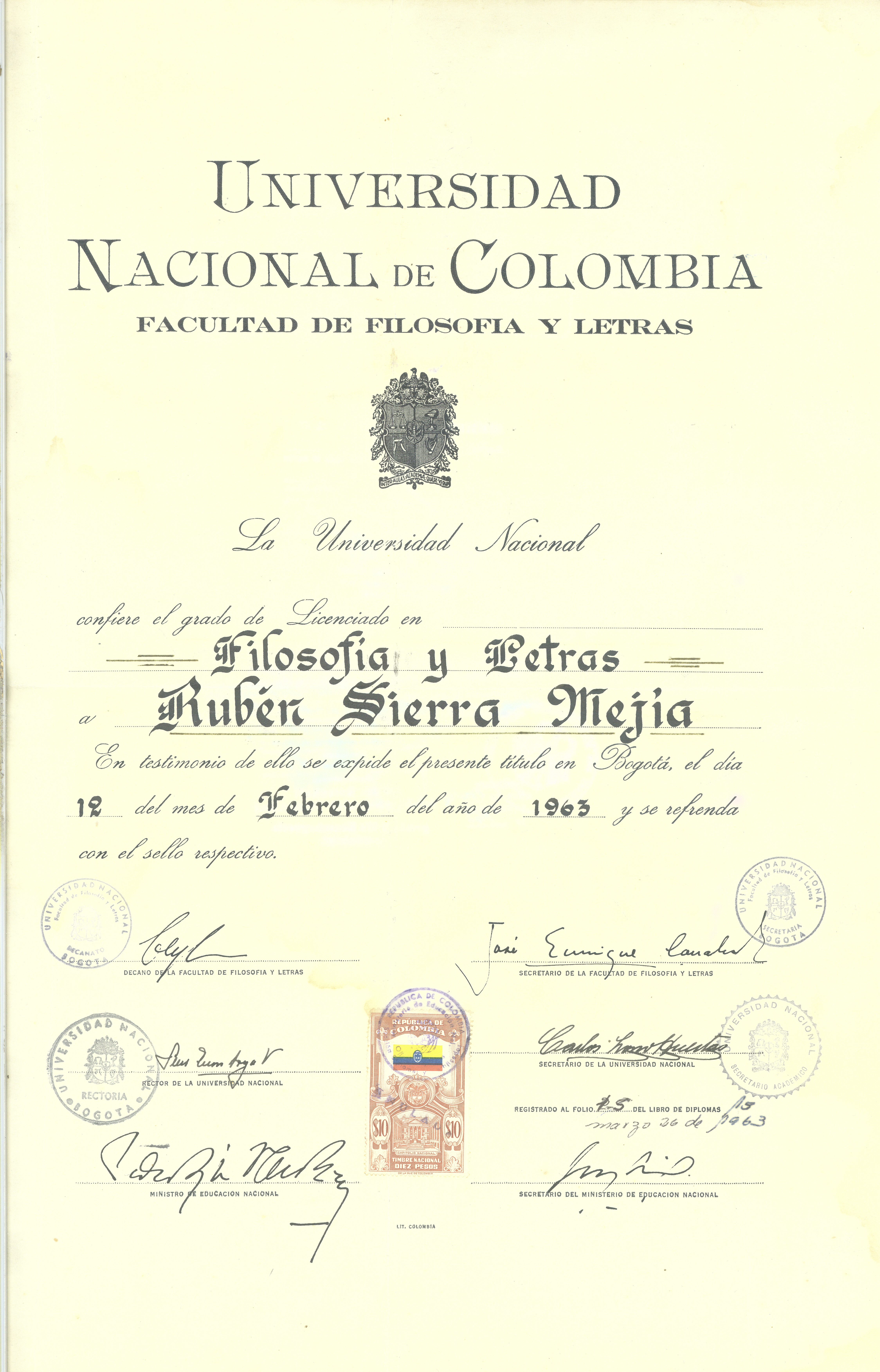
Diploma de grado de Rubén Sierra de la Universidad Nacional de Colombia. Se encuentra en la Colección Rubén Sierra Mejía del Archivo Central Histórico de la Universidad Nacional de Colombia

#### Paso por Europa

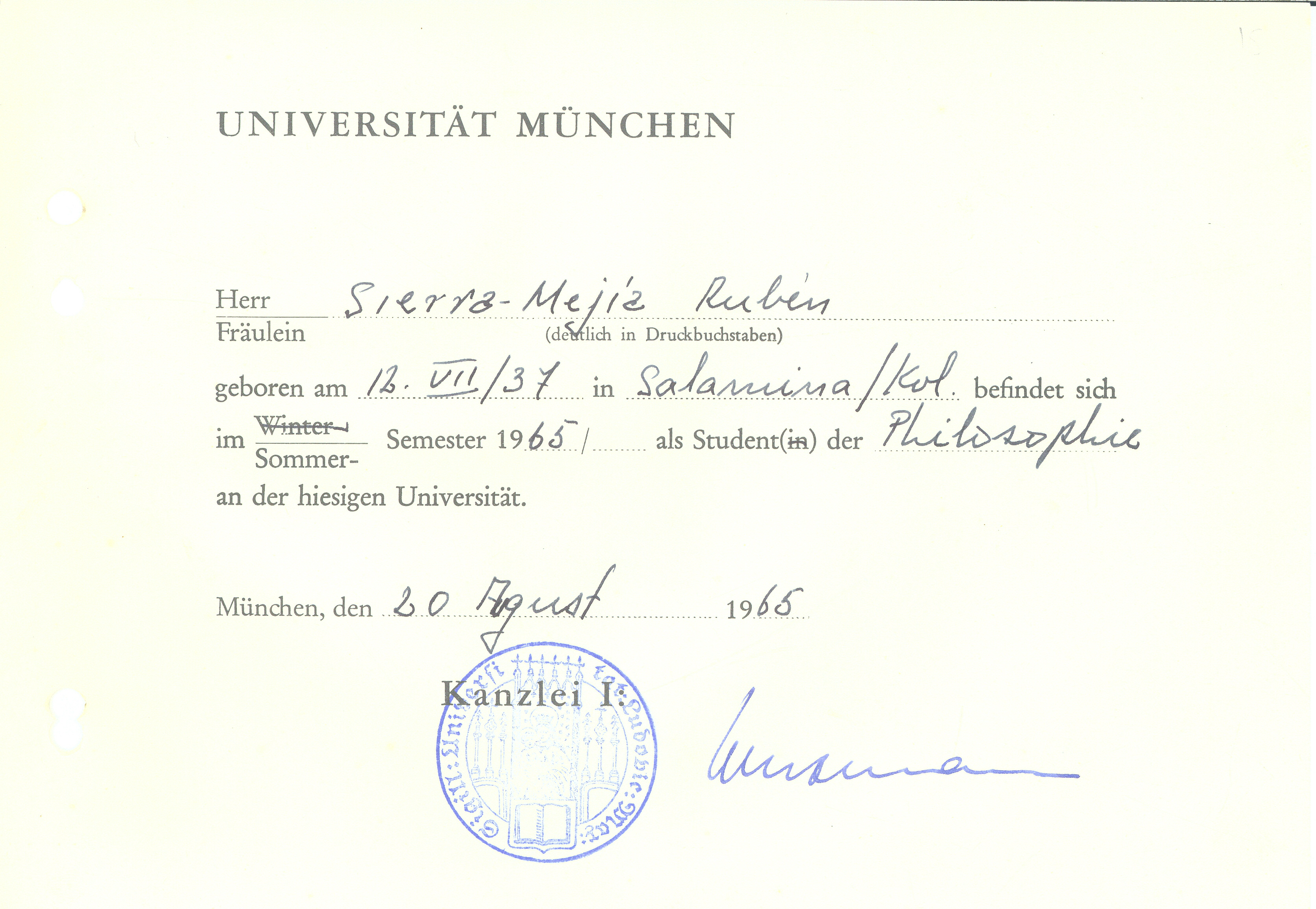
Certificado estudiantil de Rubén Sierra durante su estancia en la Universidad de Múnich, verano de 1965

Inmediatamente de titularse como licenciado, decidió hacer estudios de posgrado en Europa. Tenía pensado en estudiar en Heidelberg, Alemania; sin embargo, en su paso por Múnich quedó atrapado por las múltiples manifestaciones culturales y artísticas que la ciudad ofrecía. A lo largo de su estancia en Europa (1963-1965) es financiado por su padre y por algunos  préstamos del ICETEX. 
En este periodo fortalece su conocimiento del idioma alemán, como también, centra sus estudios en filosofía con la lectura permanente de filósofos alemanes contemporáneos, reconociendo la superioridad de los avances académicos del pensamiento alemán en su momento, lo anterior lo reafirma en su estancia en la universidad de Múnich, donde destaca la calidad académica aludiendo el renombre de la planta profesoral de la institución.
Su estancia estudiantil en Europa no se limitó a permanecer en Alemania, aprovechó para visitar otros países para satisfacer su curiosidad en otras ramas del conocimiento, se destaca por ejemplo, un breve paso por Italia en abril de 1964 donde visitó varios lugares emblemáticos, quedando maravillado por la tradición clásica y renacentista de la arquitectura, las artes y la filosofía.

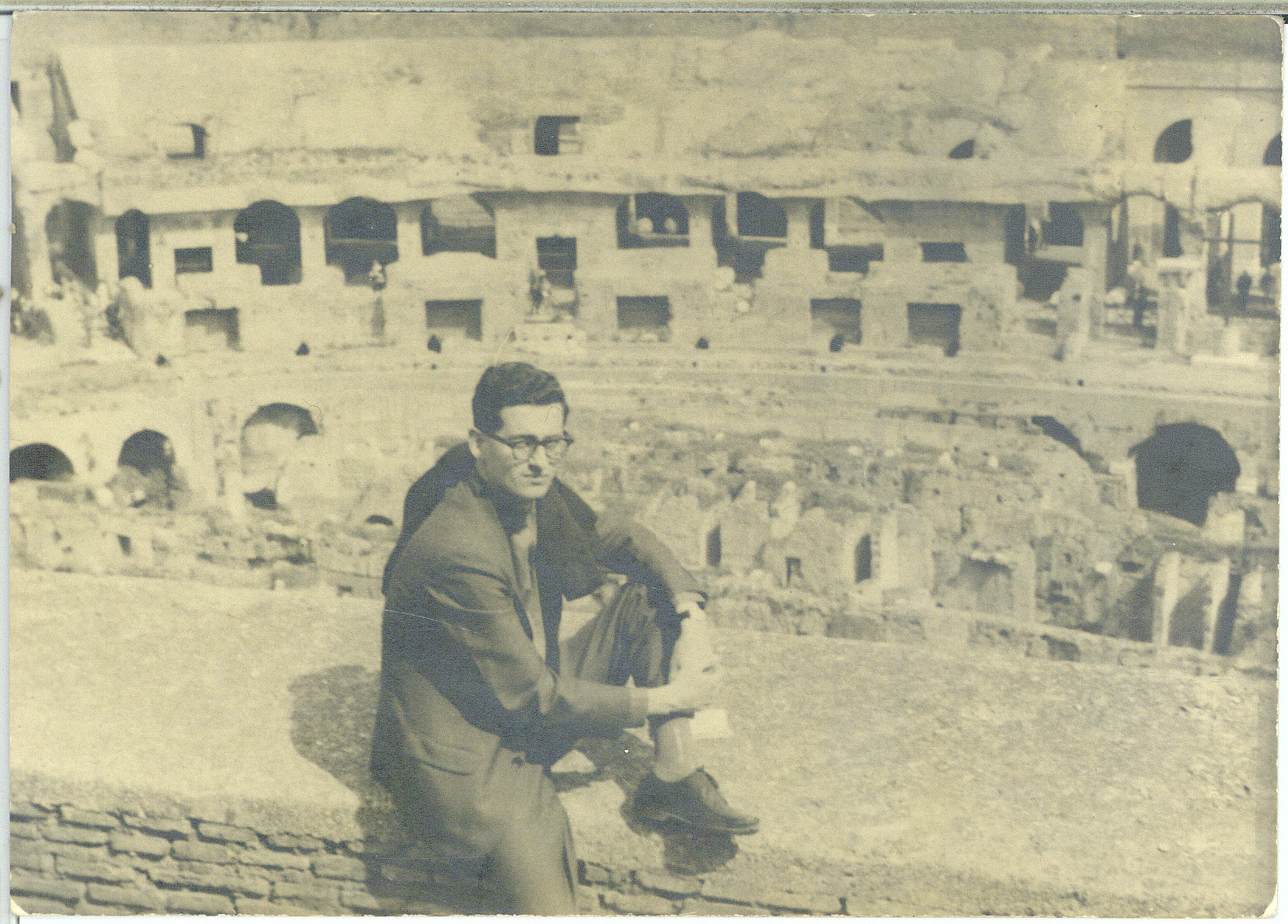
Rubén Sierra en Roma, Abril de 1965

Dichas experiencias en este periodo se encuentran plasmadas en variada correspondencia que mantenía con algunos con colegas de la Universidad Nacional y conocidos de su natal Salamina, mismos que lo mantenían informado de la situación política, social y económica de Colombia, con los que Rubén Sierra, además compartió perspectivas desde Alemania; reflexiones y críticas propias a Colombia y la sociedad occidental. En dichas cartas se destaca su especial atención a los eventos de relevancia donde la Universidad Nacional estuviera implicada, por ejemplo, la huelga estudiantil de 1964, o las reformas universitarias del rector José Félix Patiño en las que se entiende la reconfiguración del sistema de facultades, estando a favor de las mismas comparándolas con la organización de las universidades alemanas
Finalmente, Rubén Sierra pretendió continuar sus estudios en la facultad de letras y ciencias humanas de la Universidad de la Sorbona en París hacia septiembre de 1965, lo cual no fue posible, permaneciendo en la ciudad solo un par de meses más, decidiendo regresar a Colombia a finales del mismo año.

## Carrera

### Trayectoria docente

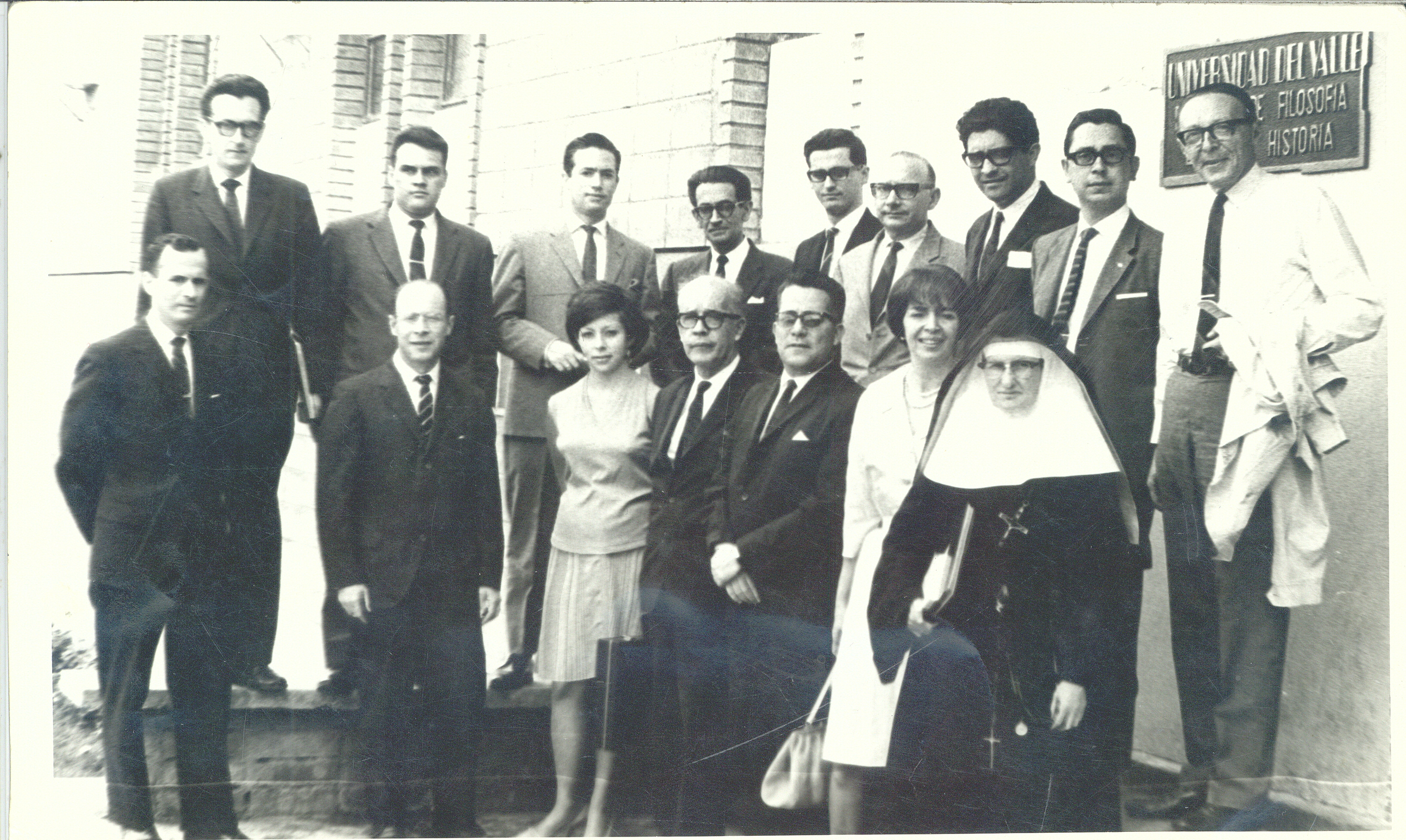
Rubén Sierra como docente en la Universidad del Valle, 1968

Inmediatamente de su regreso de Europa, Rubén Sierra tomó plaza como docente de la Universidad de Caldas dando cursos de Lógica, Filosofía Moderna y un semanario sobre Max Scheler.También dictó cursos en la Universidad del Valle. Realizó su labor como docente en su alma mater, la Universidad Nacional de Colombia, hasta su jubilación en 1993, y a nivel internacional en universidades de España, Venezuela, México y Austria.
Paralelo a su trabajo de docencia, traductor y editor, se desempeñó como director de revistas filosóficas colombianas, como son Ideas y Valores(1976-1981) (1986 y 1992), Gaceta de Colcultura (ahora Ministerio de las Culturas, las Artes y los Saberes) y la Revista de la Universidad Nacional (1985-1987). Fue director del periódico de la Universidad Nacional de Colombia “DE FRENTE”. También participó en el comité editorial de la revista Diánoia de México.

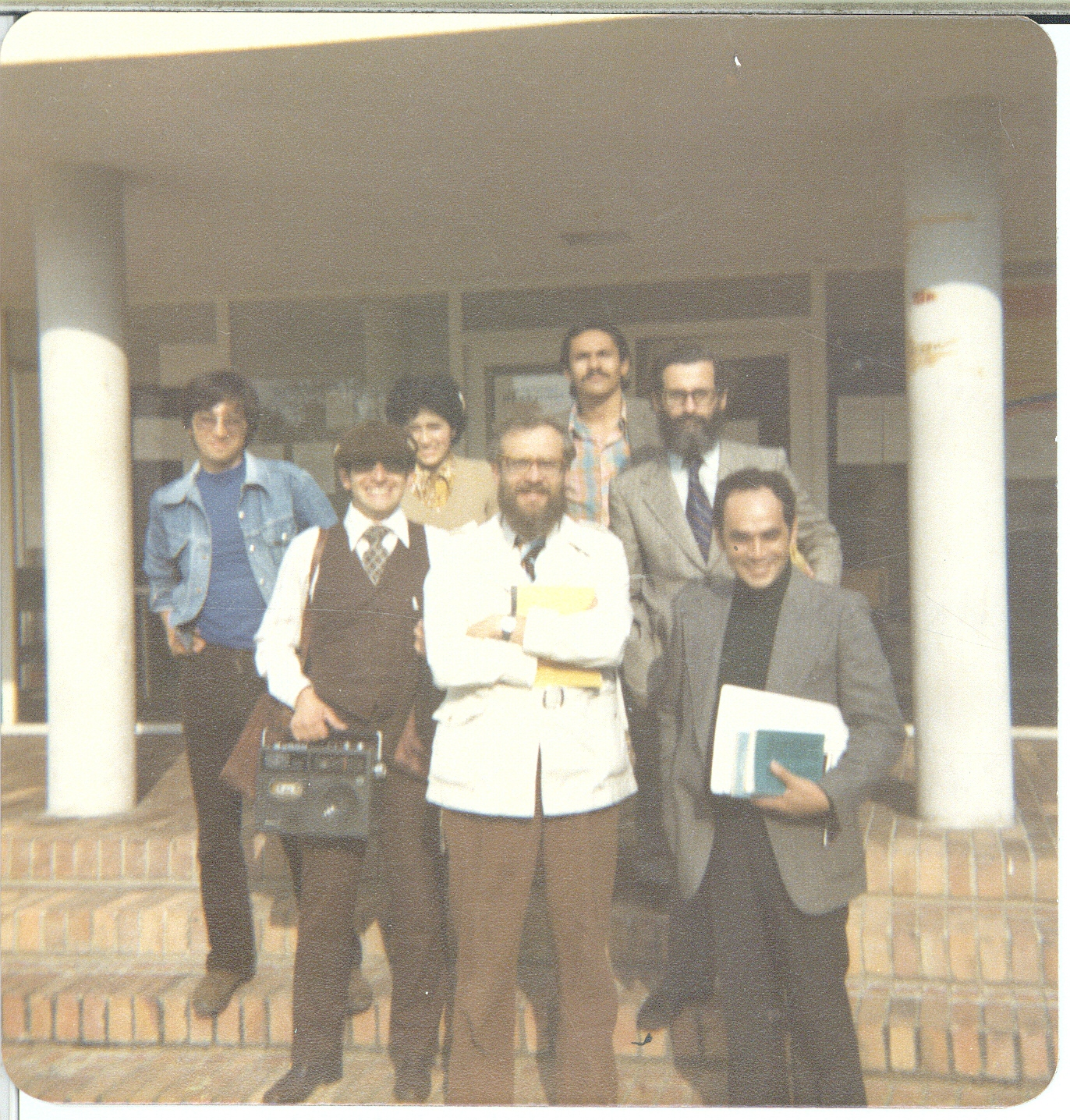
Profesor Rubén Sierra, Febrero de 1981

#### Cargos destacados
- Instructor de filosofía de la Universidad de Caldas (1966-1968)
- Decano de la Facultad de Filosofía de la Universidad de Caldas
- Profesor asistente del departamento de Filología de la Universidad Nacional de Colombia (1969)
- Director del Departamento de Ciencias de la Educación de la Universidad Nacional de Colombia (1972)
- Director del Departamento de Filosofía y Humanidades de la Universidad Nacional de Colombia, en los períodos de 1972; 1976-1978; 1982-1984
- Profesor de la Universidad de los Andes (1973-1974)
- Profesor asociado del Departamento de Filosofía de la Universidad Nacional de Colombia, hasta 1993
- Profesor emérito, honorario y especial de la Universidad Nacional de Colombia del 2000 al 2012, desempeñándose como Director Académico del Seminario de Investigación “Pensamiento colombiano”[12]

#### Crisis profesoral y A.P.U.N. (Asociación de Profesores de la Universidad Nacional de Colombia)
Presentó su renuncia como director del Departamento de Filosofía y Letras en 1972, pidiendo que se le devolviera al cargo de docente; esto debido a sus diferencias con el rector Luis Duque Gómez y por manifestar su desacuerdo con la política de gobierno de Misael Pastrana. Debido a esto, se prescindió de su contrato al haber conflicto de intereses en su labor como catedrático, por lo que fue desvinculado del servicio docente de la Universidad Nacional de Colombia entre el 9 de noviembre de 1972 y el 9 de febrero de 1975. Respecto al hecho varios medios de prensa del momento se pronunciaron:
"Acerca de la destitución del director de Filosofía y Letras, Rubén Sierra, el rector expresó: “el doctor Sierra envió una carta al Consejo Superior renunciando a su cargo de director por no estar de acuerdo con la política que el Gobierno ha venido aplicando en la Universidad para restablecer la normalidad académica. Por lo tanto consideramos que en tales circunstancias tampoco podía continuar como catedrático""
El diario La Patria informó que:
"Rubén Sierra Mejía, salamineño, y un intelectual sí los hay, director hasta ahora del programa de Filosofía y Letras de la Universidad Nacional, ex-decano de la Facultad de Filosofía de la Universidad de Caldas, hombre no político y a quien conocemos ampliamente, por decisión del rector Duque Gómez, fue “exonerado” -como se diría en Rusia- de su cargo. En otras palabras, Rubén fue expulsado de la Universidad Nacional, según informan periódicos de ayer. Sí eso acontece con Rubén Sierra, que repetimos, no es agitador ni hombre de partido, [¿]qué estará ocurriendo en otros medios académicos de nuestro principal centro de cultura?"
Por su parte, El Periódico manifestó que:
"Las actuaciones del rector de la Universidad Nacional ya han llegado a extremos inconcebibles. Con la mayor tranquilidad, el rector de la Universidad Nacional, Luis Duque Gómez, declaró a un diario de esta ciudad lo siguiente: “El director de Filosofía y Letras, Rubén Sierra, presentó su renuncia al consejo por no estar de acuerdo con la política que se viene aplicando en la universidad. Por lo tanto, consideramos que su renuncia afectaba también a la cátedra que desempeñaba y el consejo hubo entonces de cancelar el contrato”"
En una carta pública dirigida al Presidente Pastrana, Antonio García manifestó que la expulsión de, no solo Rubén Sierra sino otros docentes más, “es la prueba fehaciente de que la operación realizada en la Universidad es una purga ideológica y política, no importa las formas aparentemente legales con que se encubra”.
En esos años alejados de la Universidad Nacional, trabajó como docente e investigador de la Universidad Libre, la Universidad de los Andes y la Universidad Externado de Colombia.
A su regreso a la Universidad Nacional, retomó su trabajo como docente e hizo parte de la Asociación de Profesores de la Universidad Nacional de Colombia (A.P.U.N.), siendo nombrado representante de ellos en el año 1984.

### Biblioteca Nacional de Colombia

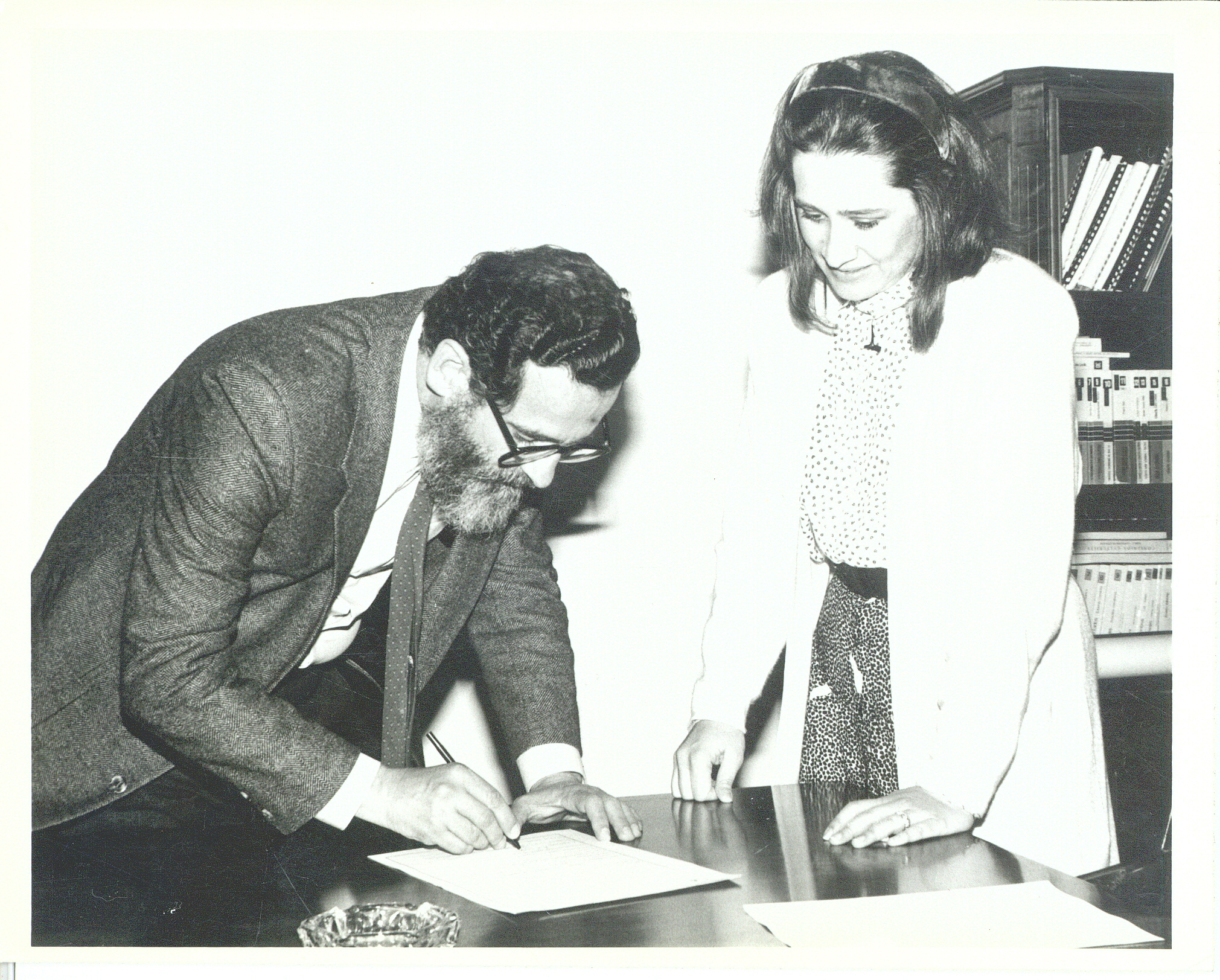
Rubén Sierra Mejía en la posesión como director de la Biblioteca Nacional de Colombia (1988)

En su labor como director de la Biblioteca Nacional de Colombia (1988-1991), trabajó de manera activa para que dicha institución se asumiera como un patrimonio cultural del país, estatus que hasta la fecha conserva. Se dedicó a restablecer el carácter de museo de la biblioteca, centrándose en la conservación del patrimonio bibliográfico y en la recuperación de obras que se encontraban en mal estado o perdido. De ese trabajo se pudo publicar los primeros cinco tomos de los principales fondos especiales que tiene la Biblioteca. Durante ese periodo fue creado el Archivo de la Palabra, un archivo sonoro de la actividad cultural de la biblioteca que contiene material desde la década de 1950 hasta los años 1990

## Obras
Su producción escrita se puede remontar desde la década de los '60 cuando realiza el trabajo antológico Salamina, Ciudad Poesía, en coautoría con Jairo Maya Betancourt. De su obra escrita destacan los libros República liberal: sociedad y cultura, La restauración conservadora (1946-1957), resultado de los trabajos de la Cátedra sobre el Pensamiento Colombiano, y La crisis colombiana.
Su trabajo como filósofo estuvo siempre en convivencia con su formación y pasión por la literatura, destacándose como traductor de distintos textos; así como su trabajo editorial, donde sobresale su labor en publicaciones como: Miguel Antonio Caro y la cultura de su época (2002), El radicalismo colombiano del siglo XIX (2006) . Pero sin duda, una de las obras más representativas de su trabajo editorial fue el de Carlos Arturo Torres: Obras Completas (Instituto Caro y Cuervo, Bogotá, Tomo I, 2001; Tomo II, 2002; Tomo III, 2002)y Danilo Cruz Vélez: Obras completas I-VI. (Bogotá: Universidad de los Andes; Universidad de Caldas; Universidad Nacional de Colombia, 2015).
Una se sus obras más reconocida es Ensayos filosóficos,(1978), la cual es una recopilación de 9 ensayos escritos por Rubén Sierra a lo largo de 1970 y 1977 y publicados en diversas revistas especializadas. Trata sobre una temática diversa con respecto a la filosofía y las corrientes que estaban en auge a finales del siglo XX, temáticas como antropología filosófica, la filosofía del lenguaje y el positivismo lógico; además de hacer una reflexión y crítica con respecto a la actividad filosófica en el país, retomando elementos históricos y examinando el trabajo de figuras características de la filosofía latinoamericana, como lo son: Francisco Romero (filósofo), José Eusebio Caro, Luis Eduardo Nieto Arteta y otros más.

### Otras obras
- La responsabilidad social del escritor (1988)
- Carlos Arturo Torres (1990)
- La filosofía en Colombia (1985)
- Apreciación de la filosofía analítica (1988)
- La época en crisis (conversaciones con Danilo Cruz Vélez) (1996)
- Traductores de poesía en Colombia, antología (1999) con Jaime García Maffla
- Miguel Antonio Caro y la Cultura de su época (2002)
- La filosofía y la crisis colombiana (2002)
- Centenario de Miguel Antonio Caro (2010)

### Pensamiento
Dentro de sus intereses investigativos, se caracterizó por la influencia de Rafael Carrillo, Danilo Cruz Vélez y Cayetano Betancur, trabajando en el campo de la antropología filosófica, para luego centrarse en la filosofía analíticay la filosofía del lenguaje.
Su producción ligada a la Cátedra del Pensamiento colombiano lo llevó a una profundización historiográfica de periodos tales como Regeneración, Hegemonía Conservadora, Guerra de los Mil Días y el período conservador durante La Violencia (1946-1953). De igual forma, indagó sobre personajes de la historia colombiana como Simón Bolívar, Miguel Samper, Miguel Antonio Caro, Carlos Arturo Torres, Luis López de Mesa y Laureano Gómez.
Si bien Sierra fue un precursor de la filosofía en el país, él tenía un punto muy definido con respecto a los distintos obstáculos que hay en la investigación filosófica en Colombia. El primero de ellos es el “social”, el cual hace referencia a la organización del país y las políticas adoptadas por esta organización. Otro obstáculo es el de la “actitud provinciana hacia la cultura” o el “nacionalista”, donde solamente se habla y dialoga sobre temas relacionados con la historia, sociedad y culturas colombianas, dejando de lado los temas nuevos, mirándolos con desdén o como ideas erradas en contraposición a los pensamientos tradicionales del país. Otro es la del trabajo intelectual, en la que la actividad académica se mira como una labor secundaria y no como un trabajo dentro de la sociedad, relegando a la búsqueda de patrocinio. Un obstáculo más que es el de los institucionales, por la poca financiación de los centros investigativos, dejando a la investigación como tarea de segundo plano.

## Fallecimiento, homenajes y legado
Sierra falleció el 28 de junio de 2020 a los ochenta y dos años de la edad. El filósofo había sido homenajeado en el año 2016 durante los actos de celebración de los 191 años de fundación de su natal Salamina.
Por su larga trayectoria y trabajo filosófico se le fue otorgado el título de Doctor Honoris Causa en Filosofía en la Universidad del Valle (1993) y la Universidad de Caldas (2002).
Actualmente, reposa en el Archivo Central Histórico de la Universidad Nacional de Colombia, Sede Bogotá, su archivo personal denominado Colección Rubén Sierra Mejía, la cual consta de variada bibliografía que usó durante su labor académica, correspondencia varia, borradores de algunos escritos y documentación personal que guardó a lo largo de su vida.